# 前地
前地（まえじ）は、埼玉県さいたま市浦和区の町丁。現行行政地名は前地一丁目から前地三丁目。住居表示実施地区。郵便番号は330-0053。

## 地理
さいたま市浦和区の南東部に位置する。東側で南区大谷場、南側で南区南浦和、西側で東岸町や東高砂町、北側で本太や緑区および南区太田窪と隣接する。また、前地三丁目と太田窪との境を藤右衛門川が暗渠で流れる。高級住宅地も多い浦和駅からも近く、住宅街が広がる。

### 地価
住宅地の地価は、2022年（令和4年）1月1日の公示地価によれば前地二丁目10-25の地点で41万1000円/m2となっている。

## 歴史
古くは現在の本太、元町、前地は本太村であった。
- 1954年（昭和29年） - 浦和市大字本太の一部、大字太田窪の一部、大字大谷場の一部より前地町一丁目 - 三丁目が設置される[6]。
- 1964年（昭和39年）4月1日 - 住居表示実施に伴い、東北本線の東側にあった岸町八丁目とともに前地町一丁目の一部が東岸町に変更。
- 1965年（昭和40年） - 前地町三丁目の一部が東高砂町となる[6]。
- 1966年（昭和41年）4月1日 - 住居表示が実施された際に「町」がとれ、前地一丁目 - 三丁目に変更される[7]。
- 2001年（平成13年）5月1日 - 浦和市・大宮市・与野市が合併し、さいたま市が発足。同市の町丁となる。
- 2003年（平成15年）4月1日 - さいたま市が政令指定都市に移行し、同市浦和区の町丁となる。

## 世帯数と人口
2017年（平成29年）9月1日現在の世帯数と人口は以下の通りである。
| 丁目       | 世帯数    | 人口    |
| ---------- | --------- | ------- |
| 前地一丁目 | 1,059世帯 | 2,871人 |
| 前地二丁目 | 568世帯   | 1,161人 |
| 前地三丁目 | 820世帯   | 1,700人 |
| 計         | 2,447世帯 | 5,732人 |

## 小・中学校の学区
市立小・中学校に通う場合、学区（校区）は以下の通りとなる。
| 丁目       | 番地 | 小学校                 | 中学校                 |
| ---------- | ---- | ---------------------- | ---------------------- |
| 前地一丁目 | 全域 | さいたま市立仲本小学校 | さいたま市立原山中学校 |
| 前地二丁目 | 全域 | さいたま市立仲本小学校 | さいたま市立原山中学校 |
| 前地三丁目 | 全域 | さいたま市立仲本小学校 | さいたま市立原山中学校 |

## 交通
地区内に鉄道は敷設されていない。徒歩圏内にはJR浦和駅がある。

### 道路
- 埼玉県道34号さいたま草加線（日の出通り）
- 藤右衛門川通り（暗渠化された藤右衛門川が道路の下を流れる）
- 馬場先通り[9]

## 施設
- プラウドシティ浦和
- 東京電力パワーグリッド浦和変電所
- どんぐり山公園
- 前地薬師堂
- 前地自治会館